# دایک (تگزاس)
دایک، تگزاس(به انگلیسی: Dike, Texas) شهری در ایالت تگزاس از ایالات جنوبی ایالات متحده آمریکا است.